# Rezolucija Vijeća sigurnosti UN-a 1421
Rezolucijom Vijeća sigurnosti UN-a 1421, jednoglasno usvojenom 3. srpnja 2002., nakon podsjećanja na sve prethodne rezolucije o sukobu u bivšoj Jugoslaviji, posebno rezolucije 1357 (2001.), 1418 (2002.) i 1420 (2002.), Vijeće je, djelujući prema Poglavlju VII Povelje Ujedinjenih naroda, produžio mandat Misije Ujedinjenih naroda u Bosni i Hercegovine (UNMIBH) i odobrio nastavak misije Stabilizacijskih snaga (SFOR) do 15. srpnja 2002.
Kao i kod Rezolucije 1420 (2002.), SAD su izrazile zabrinutost zbog "politiziranih kaznenih progona" svojih mirovnjaka pred Međunarodnim kaznenim sudom (ICC), čiju nadležnost država nije prihvatila, a Statut je stupio na snagu 1. srpnja 2002. Proširenje mandata UNMIBH-a omogućilo je više vremena za konzultacije u vezi s imunitetom za osoblje Ujedinjenih naroda koje je državljanstvo zemalja koje nisu priznale ICC.

## Vanjske poveznice
| Wikizvor | Engleski Wikizvor ima izvorni tekst na temu: United Nations Security Council Resolution 1421 |

- Text of the Resolution at undocs.org